# Torrent de Guals
El Torrent de Guals és un afluent per l'esquerra de la Rasa de la Creu de les Llaceres, al Bages.

## Municipis per on passa
El curs del Torrent de Guals transcorre íntegrament pel terme municipal de Cardona.

## Xarxa hidrogràfica
La xarxa hidrogràfica del Torrent de Guals està constituïda per 2 cursos fluvials, el torrent en si i un afluent per la dreta de 772 m. de longitud. La longitud total de la xarxa és, per tant, de 2.732 m.

### Distribució municipal
El conjunt de la seva xarxa hidrogràfica transcorre íntegrament pel terme municipal de Cardona.